# کوه نگویی
کوه نگویی (انگلیسی: Mont Ngaoui) بلندترین کوه جمهوری آفریقای مرکزی است. این کوه در مرز کامرون واقع شده و دارای بلندای ۱۴۱۰ متر (۴۶۲۶ فوت) است.